# Wanroij
Wanroij est un village situé dans la commune néerlandaise de Sint Anthonis, dans la province du Brabant-Septentrional. Le 1er janvier 2006, le village comptait 5 446 habitants.

## Histoire
Wanroij a été une commune indépendante jusqu'au 1er janvier 1997. À cette date, elle fusionne avec Oploo, Sint Anthonis en Ledeacker pour former la nouvelle commune de St.Anthonis.